# Landrévarzec
Landrévarzec (bretonisch Landrevarzeg) ist eine französische Gemeinde mit 1874 Einwohnern (Stand: 1. Januar 2022) im Westen der Bretagne im Finistère. Quimper liegt zehn Kilometer südlich, Brest 45 Kilometer nordwestlich und Paris etwa 475 Kilometer östlich.

## Verkehr
Die Gemeinde hat eine Abfahrt an der Schnellstraße E 60 (Nantes–Brest) und u. a. in Quimper und Châteaulin gibt es Regionalbahnhöfe.
Bei Brest und Lorient befinden sich Regionalflughäfen.

## Bevölkerungsentwicklung
| Jahr                       | 1962 | 1968 | 1975 | 1982 | 1990 | 1999 | 2009 | 2017 |
| Einwohner                  | 1054 | 1025 | 1090 | 1240 | 1372 | 1452 | 1612 | 1841 |
| Quellen: Cassini und INSEE |      |      |      |      |      |      |      |      |

## Sehenswürdigkeiten
- Kirche Saint-Guénolé
- Kapelle Notre-Dame-de-Quilinen

Siehe auch: Liste der Monuments historiques in Landrévarzec
|  |  |